# Cheumatopsyche virginica
Cheumatopsyche virginica là một loài Trichoptera trong họ Hydropsychidae. Chúng phân bố ở miền Tân bắc.